# Murol du Grand Bérioux
Le Grand Murols ou simplement Murol, créé par Jacques Bérioux dans les années 1920-30, est un fromage français de la région Auvergne.
C'est un fromage à base de lait de vache, à pâte pressée non cuite, d'un poids moyen de 450 grammes. Il est de forme cylindrique, avec une hauteur de 3,5 à 4 cm et un diamètre extérieur de 12 cm avec un trou central de 3 cm de diamètre.

## Histoire
Le Grand Murols est un fromage de fabrication voisine au Saint-Nectaire dans lequel un trou à l'emporte pièce a été extrait (le murolait). Sa période de dégustation optimale s'étale d'avril à juillet après un affinage de 5 à 6 semaines, mais il est aussi excellent de mars à octobre. Son goût rappelle le Saint-nectaire laitier, il est troué en son centre.
L'affinage dure un mois.

## Murolait
Le Murolait ou trou du murol est un petit fromage constitué à partir de la partie centrale extraite du Grand Murols ; il est couvert de paraffine rouge.
C'est un tout petit fromage d'une cinquantaine de grammes paraffiné.

## Histoire
Le murol est à l'origine un Saint-Nectaire de forme particulière créé dans les années 1920-30.

## Dégustation

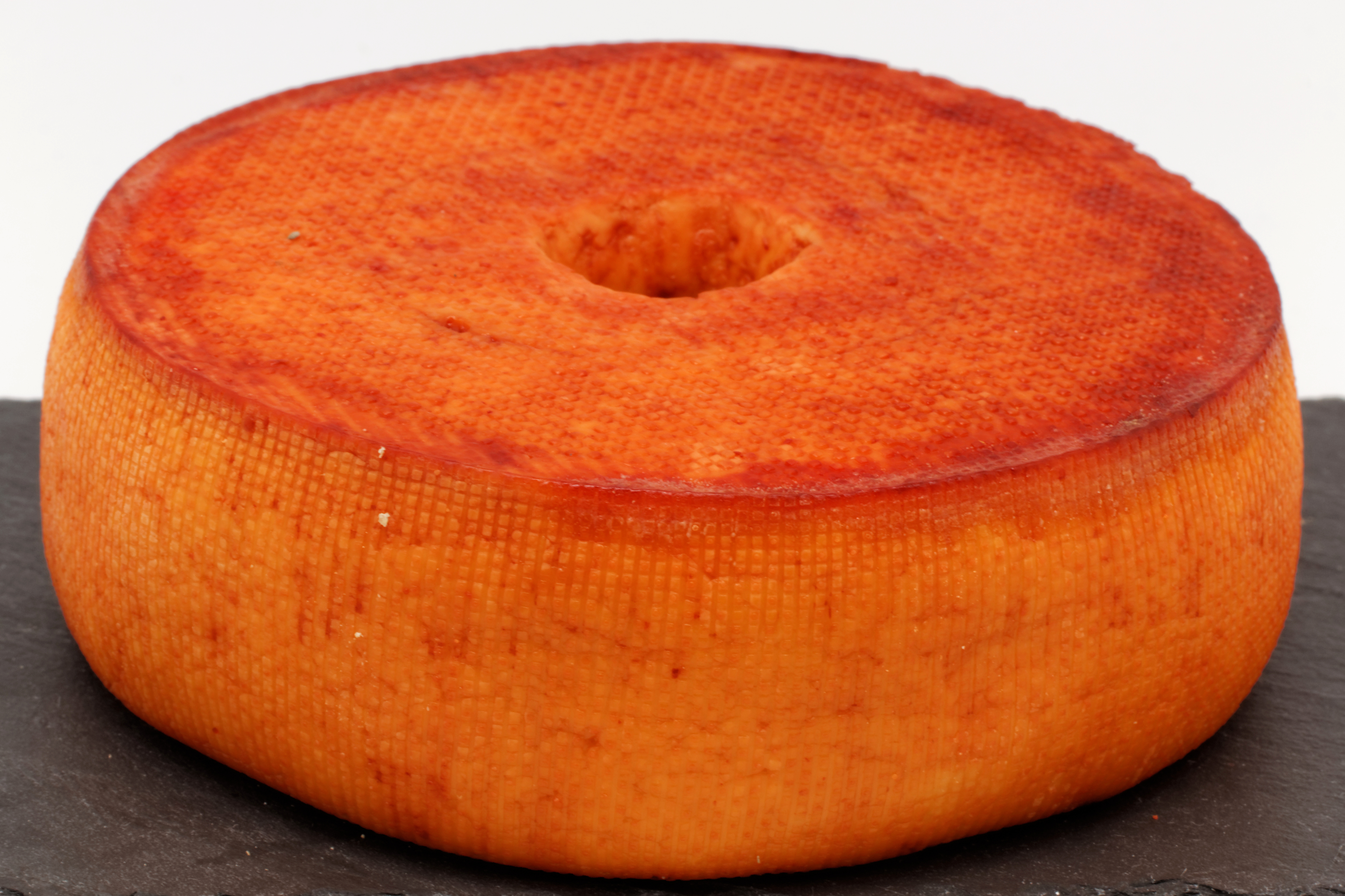
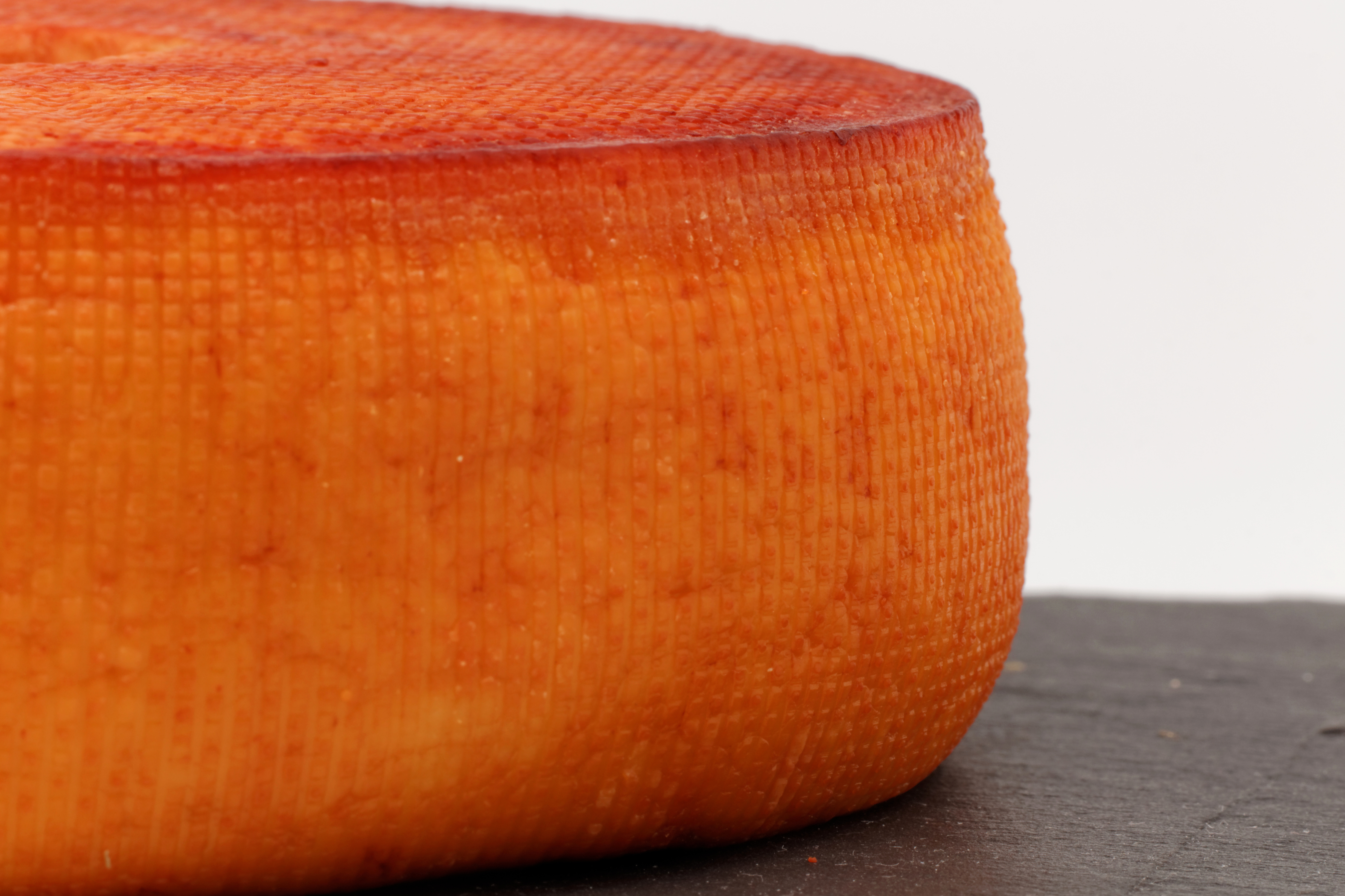
Croûte
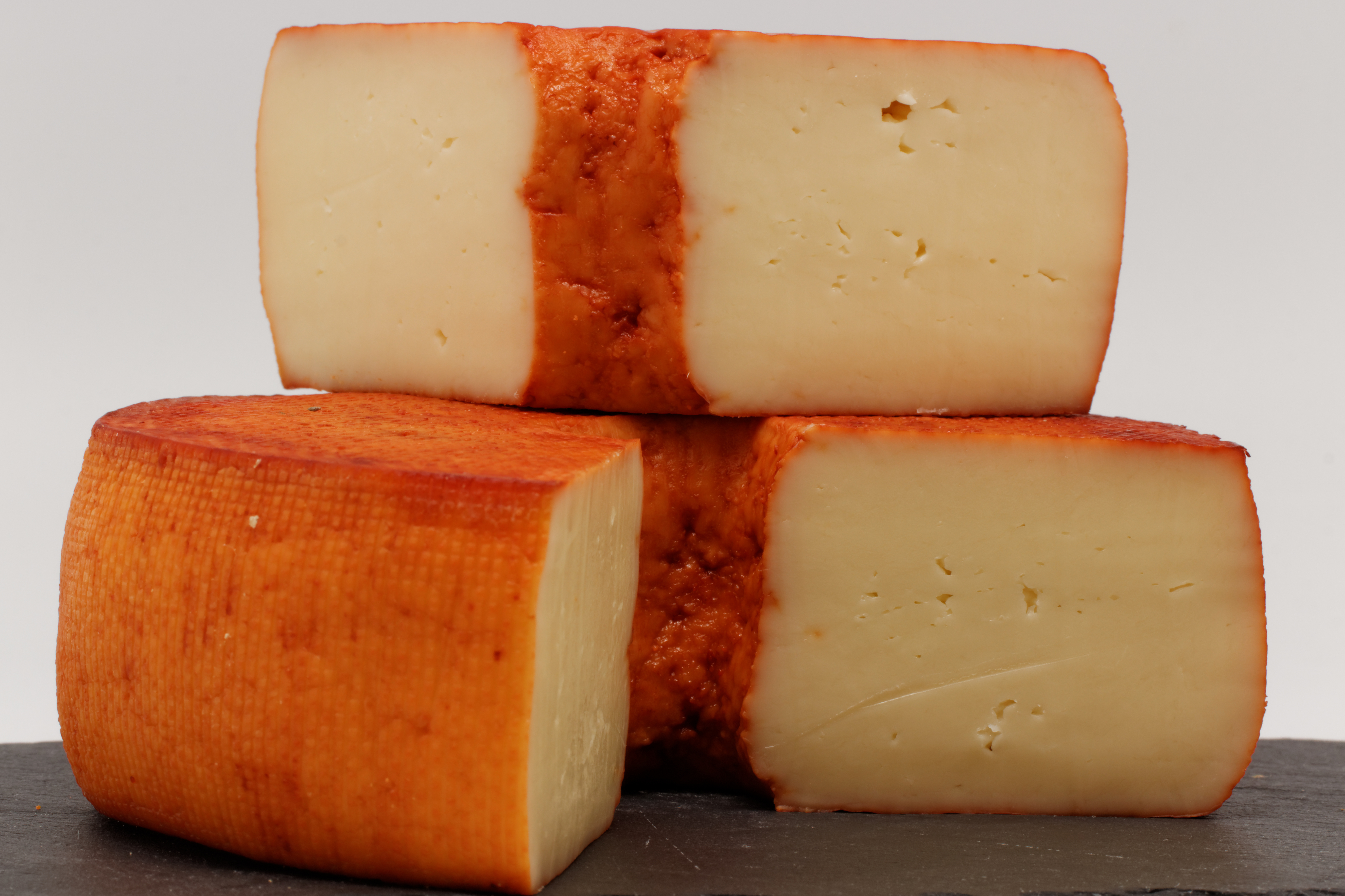
Pâte